# Iniquity
Gli Iniquity erano un gruppo Brutal death metal danese.

## Storia degli Iniquity
Formatisi nel 1989, la band ha pubblicato tre full-length fino allo scioglimento avvenuto nel 2004. Da molti sono conosciuti come la band che fa da colonna sonora a un famoso mainstream su internet chiamato "Growl Karaoke", una satirica animazione flash, con un loro famoso brano, The Bullet's Breath, facente parte dell'album Grime (2001).

## Sound
Il loro sound è un brutal death metal abbastanza tecnico, hanno attinto sonorità prettamente brutal da band quali Cannibal Corpse, Morbid Angel, inserendo però poco di personale. Da notare la produzione cristallina, che fa diventare il suono molto potente, e l'uso eccelso della doppia cassa, che attribuisce al loro sound ancor più pesantezza.

## Discografia
- Entering Deception (Demo, 1992)
- Promo '93 (Demo, 1993)
- Serenadium (1996)
- The Hidden Lore (EP, 1998)
- Five Across the Eyes (1999)
- Grime (2001)
- Revel in Cremation (Singolo, 2003)
- Iniquity Bloody Iniquity (Compilation, 2003)
- Entering Deception / Promo 93 (Compilation, 2013)